# Frankenstein (1992)
Frankenstein is een Britse televisiefilm uit 1992, geschreven en geregisseerd door David Wickes. Het is een van de meest nauwgezette verfilmingen van Mary Shelley's roman Frankenstein uit 1818. De film werd voor het eerst uitgezonden op 29 december 1992.

## Verhaal
Begin 19e eeuw ontdekt Dr. Frankenstein (Patrick Bergin) het geheim van het leven: door middel van biologische en chemische processen creëert hij een levend wezen (Randy Quaid), een soort kloon van zichzelf waarmee hij een psychische band heeft. Maar er gaat iets mis in het laboratorium en de afschuwelijke creatie van de dokter verdwijnt in de nacht. In eerste instantie hoopt Frankenstein dat het monster in de wildernis zou sterven, maar als hij gewaarwordt dat het monster nog leeft gaat hij het achterna. Op de Noordpool komt het tot een gevecht op leven en dood.

## Rolverdeling
| Acteur          | Personage              |
| --------------- | ---------------------- |
| Patrick Bergin  | Dr. Frankenstein       |
| Randy Quaid     | Frankenstein's monster |
| John Mills      | De Lacey               |
| Lambert Wilson  | Dr. Clerval            |
| Fiona Gillies   | Elizabeth              |
| Jacinta Mulcahy | Justine                |
| Timothy Stark   | William                |
| Roger Bizley    | the Captain            |

## Ontvangst
De film behaalde een score van 17% (6 recensies) op Rotten Tomatoes, met een gemiddelde score van 3,3/10. Over het algemeen vonden recensenten zowel de technische uitwerking als de acteerprestaties ondermaats.